# Leire Pajín
Pajín  Iraola est un nom espagnol. Le premier nom de famille, en général paternel, est Pajín ; le second, en général maternel, souvent omis, est Iraola.
Leire Pajín Iraola, née le 16 septembre 1976 à Saint-Sébastien, est une femme politique espagnole, membre du Parti socialiste ouvrier espagnol (PSOE).
Engagée en politique dès l'âge de 15 ans, elle est élue en 2000 au Congrès des députés, dont elle est la benjamine. Elle entre ensuite à la direction du PSOE sous l'autorité de José Luis Rodríguez Zapatero, qu'elle avait soutenu au cours du congrès du parti.
Après la victoire des socialistes aux élections de 2004, elle devient secrétaire d'État à la Coopération internationale au ministère des Affaires étrangères. Reconduite après les élections de mars 2008, elle est nommée en juillet suivant secrétaire à l'Organisation du PSOE, soit « numéro trois » de la commission exécutive, ce qui la conduit à renoncer à son secrétariat d'État. En 2009, elle est élue sénatrice par le Parlement valencien.
Elle entre au gouvernement comme ministre de la Santé, avec des compétences élargies à l'égalité entre les femmes et les hommes, lors du remaniement de 2010, et démissionne donc de la direction du PSOE. En 2011, elle est réélue députée puis soutient sans succès la candidature de Carme Chacón au congrès socialiste de 2012.
Elle annonce se retirer en juillet 2012 de la vie politique active, et travaille dans les secteurs de la coopération internationale et du développement durable. À la surprise générale, elle revient en politique en 2024, étant candidate aux élections européennes sur la liste du PSOE.

## Famille
Leire Pajín Iraola naît le 16 septembre 1976 à Saint-Sébastien, au Pays basque. Elle est la fille de José María Pajín et de Maite Iraola, tous deux militants du Parti socialiste ouvrier espagnol (PSOE). Elle a une sœur, Amaya, née en 1975. Son père est originaire de la province de León et sa mère du Guipuscoa. Elle grandit dans sa ville natale, étant scolarisée dans une ikastola où elle apprend le basque. En 1983, sa famille déménage à Benidorm, où ses parents avaient effectué ensemble leur voyage de fin d'étude.
Elle se marie le 24 juin 2023 avec un haut responsable de la Fondation Carme Chacón à la mairie de Barcelone, au cours d'une cérémonie civile officiée par le nouveau maire socialiste de la capitale catalane, Jaume Collboni.

## Études et premiers engagements
À l'âge de 15 ans, Leire Pajín s'engage en politique en adhérant aux Jeunesses socialistes d'Espagne (JSE). Elle rejoint, deux ans plus tard, le Parti socialiste.
Étudiante en sociologie à l'université d'Alicante, où elle obtient une licence, elle participe en 1995 à la fondation de l'association étudiante Campus Jove, qu'elle préside pendant deux ans. Parallèlement, elle est membre du conseil de la faculté de sciences économiques et de sociologie, entre 1995 et 1999.
Elle entre à la commission exécutive du Parti socialiste du Pays valencien-PSOE (PSPV-PSOE) en 1997 et y siège pendant deux ans, comme secrétaire à la Participation des jeunes. Son intégration au sein de la direction est présentée comme une compensation envers son père, destiné à devenir secrétaire à l'Organisation avant que ce poste ne revienne à Joan Ignasi Pla pour des raisons d'équilibres internes. En 1998, elle intègre le Conseil de la Jeunesse d'Alicante, dont elle est trésorière ainsi que secrétaire à l'Éducation.

## Députée puis secrétaire d'État
À l'occasion des élections générales du 12 mars 2000, Leire Pajín est élue députée de la circonscription d'Alicante au Congrès des députés. À 23 ans, elle est à l'époque la plus jeune députée jamais élue. Quelques mois plus tard, elle est désignée secrétaire aux Mouvements sociaux de la commission exécutive du PSOE, dont elle est la benjamine, à l'issue du XXXVe congrès qui consacre José Luis Rodríguez Zapatero au secrétariat général du parti. Dans l'optique du conclave socialiste, elle avait intégré le collectif Nueva Vía formé autour de Zapatero.
Pour les élections générales du 14 mars 2004, elle est choisie comme tête de liste dans la province d'Alicante, bien que son nom ait également été cité pour une place sur la liste dans la circonscription de Madrid. Après que le PSOE a remporté la majorité relative, elle est nommée en Conseil des ministres du 19 avril secrétaire d'État à la Coopération internationale au ministère des Affaires étrangères. Elle démissionne du Congrès des députés au début du mois de mai afin de se consacrer uniquement à ses responsabilités exécutives, son siège revenant à Clemencia Torrado. En conclusion du XXXVIe congrès du PSOE en juillet, elle reste membre de la commission exécutive, mais sans attribution.
À la suite de la démission du secrétaire général du PSPV-PSOE Joan Ignasi Pla, la direction nationale du PSOE forme en octobre 2007 une direction provisoire (comisión gestora). Leire Pajín en est nommée vice-présidente, sous la présidence de l'ancien dirigeant régional du parti Joan Lerma.

## Numéro trois du PSOE
Réélue en 2e position dans la circonscription d'Alicante aux élections générales du 9 mars 2008, Leire Pajín remet sa démission du Congrès le 24 avril suivant, après avoir été confirmée dans ses fonctions de secrétaire d'État, et laisse son siège à Guillermo Bernabéu.
Le 5 juillet 2008, à la veille de la clôture du XXXVIIe congrès du PSOE, le secrétaire général réélu José Luis Rodríguez Zapatero annonce que Leire Pajín succédera à José Blanco — promu vice-secrétaire général — au poste de secrétaire à l'Organisation. C'est la deuxième fois dans l'histoire du PSOE qu'une femme accède à cette responsabilité après Carmen García Bloise entre 1979 et 1984. La composition de la commission exécutive est ratifiée le lendemain à 98,9 % des voix par les délégués. Elle est remplacée cinq jours plus tard en Conseil des ministres par Soraya Rodríguez comme secrétaire d'État à la Coopération.
Le PSOE décide en avril 2009 de la faire entrer au Sénat, en tant que sénatrice désignée par le Parlement valencien, du fait de la démission à venir d'un sénateur socialiste candidat aux élections européennes. Formellement proposée en mai au bureau du Parlement, son élection est bloquée pendant six mois par le Parti populaire, majoritaire au Parlement valencien, sans explication particulière. Elle est élue le 25 novembre 2009, par 38 voix pour et 56 votes blancs. Elle prête serment dans l'hémicycle du palais du Sénat et entre en fonction le 1er décembre suivant.

## Ministre de la Santé

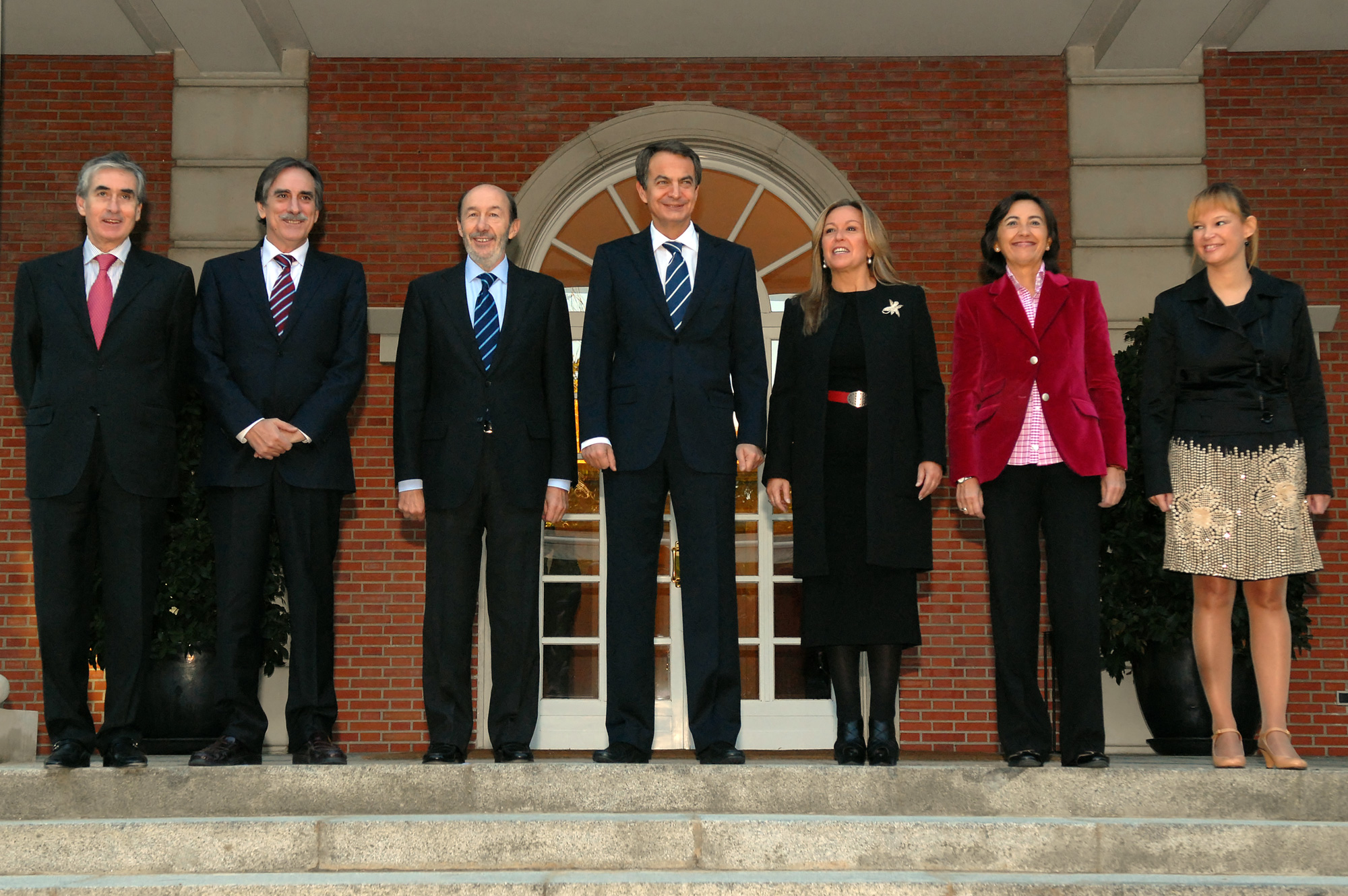
Leire Pajín est nommée ministre de la Santé en octobre 2010.

José Luis Rodríguez Zapatero annonce le 20 octobre 2010 un remaniement de son second gouvernement. À cette occasion, Leire Pajín est promue ministre de la Santé, des Politiques sociales et de l'Égalité. Elle prend la suite de Trinidad Jiménez, devenue ministre des Affaires étrangères, et de Bibiana Aído, dont le ministère de l'Égalité disparaît. Elle doit donc quitter son poste au sein de la direction du parti, ayant fait l'objet de critiques de plusieurs dirigeants et connu des désaccords avec le vice-secrétaire général José Blanco, au profit de Marcelino Iglesias. Elle prête serment avec ses nouveaux collègues le lendemain au palais de la Zarzuela devant le roi Juan Carlos Ier.
En Conseil des ministres le 22 octobre, Bibiana Aído devient secrétaire d'État à l'Égalité auprès de Leire Pajín. Elle renonce à ces fonctions à la fin du mois de juin 2011 pour devenir conseillère de la directrice exécutive de l'ONU Femmes Michelle Bachelet. Leire Pajín la remplace le mois suivant par la directrice de l'Institut des femmes Laura Seara, qu'elle connaît tout comme Aído depuis plus de dix ans, les trois s'étant rencontrées au sein des Jeunesses socialistes.
Conformément à une annonce faite en novembre 2010, le Conseil des ministres adopte le 14 mai 2011 l'avant-projet de loi relatif aux soins palliatifs et à la mort digne, qui ne légalise ni l'euthanasie — promise par le PSOE depuis 2004 — ni le suicide assisté mais qui reconnaît explicitement le droit à refuser un traitement médical et à bénéficier, y compris à domicile, d'une sédation profonde et continue pouvant conduire à la mort du patient. Le projet de loi est approuvé par le Conseil des ministres et remis au Congrès des députés le 10 juin. La dissolution en septembre suivant des Cortes Generales en vue de convoquer les élections générales anticipées du 20 novembre empêche l'examen du projet de loi.

## Retrait de la politique
Le 21 juin 2011, Leire Pajín annonce qu'elle renonce à son mandat de sénatrice désignée par le Parlement valencien afin de laisser sans attendre la place à ceux nommés à la suite des élections autonomiques du 22 mai précédent. Elle rejette ainsi la suggestion du secrétaire général du PSPV-PSOE Jorge Alarte de se maintenir en poste jusqu'aux élections anticipées du 20 novembre suivant. La direction du PSOE de la province d'Alicante l'investit le 23 septembre tête de liste au Congrès des députés. À la suite de la lourde défaite du PSOE, elle fait partie des neufs dirigeants de la « jeune génération » interrogés par El País sur l'avenir et les erreurs du Parti socialiste avec Pilar Alegría, Susana Díaz, Emiliano García-Page, Óscar López, César Luena, Eduardo Madina, Juan Moscoso et Laura Seara.
Dans la perspective du XXXVIIIe congrès du PSOE, elle rejoint le 24 décembre 2011 les promoteurs du manifeste « Mucho PSOE por hacer », notamment les anciens ministres Carme Chacón, Francisco Caamaño et Juan Fernando López Aguilar. Le 7 janvier 2012, elle assiste à la présentation publique de la candidature de Carme Chacón au secrétariat général, à Olula del Río. La victoire revient cependant à l'autre impétrant, Alfredo Pérez Rubalcaba, avec 22 voix d'avance parmi les délégués, aussi n'est-elle pas intégrée à la commission exécutive. Lors du congrès du PSPV-PSOE qui suit, le 1er avril 2012, elle devient « numéro deux » de l'appareil socialiste dans la Communauté valencienne en tant que vice-secrétaire générale sous l'autorité du nouveau dirigeant régional, Ximo Puig.
Le 4 juillet 2012, Leire Pajín annonce qu'elle se retire « pour un temps » de la vie politique active afin de travailler au sein de l'Organisation panaméricaine de la santé (PAHO). Elle démissionne de son mandat de députée et indique vouloir rester, si le règlement de la PAHO l'autorise, membre de la direction du PSPV-PSOE. Son siège de députée revient à Patricia Blanquer. Elle intègre en juillet 2014 le comité fédéral du PSOE à l'occasion du congrès extraordinaire du parti.
Elle travaille par la suite comme conseillère politique du Programme des Nations unies pour le développement (PNUD), puis au sein de l'Institut de santé globale de Barcelone. Elle devient par la suite présidente du Réseau espagnol du développement durable (REDS), un groupe d'influence visant à impulser les objectifs de développement durable (ODD).

## Élections européennes de 2024
Le journal El País révèle le 30 avril 2024 que Leire Pajín sera candidate aux élections européennes du 9 juin suivant, en 8e position sur la liste du Parti socialiste ouvrier espagnol, ce qui constitue la principale surprise de la candidature que conduit la ministre de la Transition écologique Teresa Ribera. La liste est ratifiée quelques heures plus tard par la commission électorale du PSOE. Selon le journal El Independiente, cette désignation est une marque de reconnaissance envers José Luis Rodríguez Zapatero et son bilan, bien que l'ex-président du gouvernement n'ait pas proposé la candidature de son ex-ministre. Effectivement élue au Parlement européen, elle devient secrétaire générale de la délégation du PSOE au sein du groupe S&D.